# Rhein-Maas-Kanal
Der Rhein-Maas-Kanal – je nach Planungsphase auch als Aachen-Rhein-Kanal oder Westlandkanal bezeichnet –  war eines der zahlreichen Projekte, den Rhein und die Maas durch einen schiffbaren Kanal zu verbinden. Im Gegensatz zum Nordkanal wurden für den weiter südlich geplanten Rhein-Maas-Kanal nie Baumaßnahmen begonnen.
Die – mittlerweile geschlossenen – Bergwerke und die weitgehend verschwundene Eisen- und Stahlindustrie des Aachener Reviers hatten nie Anschluss an das europäische Binnenwasserstraßennetz. Dies war besonders gegenüber dem Ruhrgebiet ein entscheidender Standortnachteil, der Ende des 19. Jahrhunderts zum Abwandern der Industriellenfamilien Thyssen und Hoesch aus dem Aachener Revier und dort speziell aus dem Raum Eschweiler-Stolberg führte. Ob mit einem Kanalanschluss die Montanindustrie dort heute noch existieren würde, ist allerdings eine rein hypothetische Frage.
Im Laufe der Zeit gab es verschiedene Varianten für den Verlauf des Kanals, die von den unterschiedlichen politischen und wirtschaftlichen Interessen bestimmt waren. Dazu kamen noch die geographischen Gegebenheiten: Je nördlicher der Kanal angelegt worden wäre, desto geringer sind die zu überwindenden Höhenunterschiede und desto kürzer wäre der Kanal insgesamt gewesen. Andererseits wäre er damit immer weiter von den zu erschließenden Regionen entfernt.

## Pläne aus dem 19. Jahrhundert
Die ersten neuzeitlichen Pläne zum Bau eines Kanals zwischen Rhein und Maas existierten bereits zur Zeit Napoleons. Der Bau des sogenannten Nordkanals zwischen Düsseldorf/Neuss am Rhein und Venlo an der Maas wurde sogar begonnen, jedoch niemals fertiggestellt.
Ernste Überlegungen wurden um 1860 herum angestellt, da man damals der Eisenbahn keine so großen Transportleistungen zutraute, wie sie mit von Dampfschiffen gezogenen Schleppkähnen zu erreichen waren. Dabei war vor allem an eine möglichst kurze Verbindung der Industrie- und Bergbauregionen um Lüttich, Maastricht und Aachen mit dem Einzugsgebiet des Rheins gedacht. Auch eine Anbindung des Nordseehafens von Antwerpen an den Rhein war ein wichtiger Gesichtspunkt.
Nach der Gründung des deutschen Reiches 1871 kamen neuerliche Anregungen zum Bau, die teils auf deutscher und teils auf belgischer Seite jeweils von bürgerlichen Kreisen bzw. von Seiten Industrieller ausgingen.

## Pläne um 1910
Um 1910 waren mehrere Varianten für den projektierten Rhein-Maas-Kanal in Diskussion:

### Varianten bei Krefeld und Mönchengladbach
Die nördlichste Variante sah die Strecke Venlo – Kempen – Krefeld vor, die vor allem seitens niederrheinischer und preußischer Interessenten favorisiert wurde und insbesondere für Krefeld, Viersen und Mönchengladbach bedeutend hätte sein können. Dieser Plan lag nahe dem Napoleonischen Projekt, wäre allerdings ökonomisch wenig sinnvoll gewesen.
Nach einer weiteren Planung hätte der Kanal seinen Anfang im Westen bei Roermond nehmen sollen, sollte dann nördlich an Mönchengladbach vorbeiführen, um bei Neuss den Rhein zu erreichen.
Beide genannte Varianten wären vom Wurmrevier, das am dringendsten einen Kanalanschluss benötigt hätte und durch Massenguttransporte (insb. Kohle) hohes Frachtaufkommen versprach, weit entfernt verlaufen.

### Variante bei Aachen
Eine andere Variante sah den westlichen Beginn bereits in Antwerpen vor. Der Kanal sollte an Genk vorbeiführen, die Maas bei Elsloo queren, südlich an Jülich und Kerpen vorbeigehen und bei Wesseling südlich von Köln den Rhein erreichen. Der heute Lüttich und Antwerpen verbindende Albertkanal wurde erst zwei Jahrzehnte später erbaut, verläuft aber zwischen Antwerpen und Genk auf der vormals erwogenen Strecke.
Das Aachener Steinkohlenrevier sollte durch einen Stichkanal entlang des Flüsschens Wurm zwischen Geilenkirchen und Herzogenrath erschlossen werden, der bei Übach-Palenberg abzweigen sollte. Dieser Stichkanal sollte zunächst bis an den Stadtrand Aachens geführt werden, was allerdings bald als zu schwierig und zu teuer erkannt wurde.
Ein zweiter Stichkanal war weiter östlich geplant und sollte mit zwei Verzweigungen nach Eschweiler und Düren führen.

## Pläne der Zwischenkriegszeit
Zwischen 1920 und 1944 gab es immer wieder neue Pläne zur Realisierung der Wasseranbindung des Aachener Raumes, die in dieser Zeit fast immer vom Verein zur Förderung eines Kanalbaues von Aachen zum Rhein ausgingen, dessen langjähriger Vorsitzende der Oberbürgermeister, IHK-Präsident und Industrielle Hermann Heusch war und dem neben vielen Industriellen auch Bürger aus Aachen und Umgebung angehörten.
In der Zwischenkriegszeit rückte trotz widrigster Umstände (Rheinlandbesetzung bis 1930, Wirtschaftskrise, Inflation) der Beginn des Kanalbaus näher als je zuvor. Die RWTH Aachen entwickelte eigens für den Aachen-Rhein-Kanal eine neuartige Speicherschleuse, und selbst Kleinstädte wie Jülich gingen Ende der 1920er-Jahre bereits davon aus, in naher Zukunft einen Kanalanschluss samt „bedeutendem Umschlaghafen“ zu besitzen.
Kritisch dem Kanalbau gegenüber standen indes das Reichsverkehrsministerium (wegen der fraglichen Bauwürdigkeit), die Reichsbahn (wegen der Konkurrenz bei Massenguttransporten), einige einflussreiche Industrielle an Rhein und Ruhr (wegen Erhaltung ihrer eigenen Standortvorteile) sowie einzelne Militärs. Expliziter Gegner des Projekts war die Stadt Köln. Kurz nach Machtübernahme der Nationalsozialisten befahl schließlich 1935 der zuständige (aus Essen stammende) Gauleiter die Einstellung der Planungen.

## Pläne der Nachkriegszeit bis 1970
Ab 1949 zeigte die belgische Regierung Interesse an dem Projekt. Belgien verfügte über ein ausgezeichnetes Netz von Wasserstraßen, dem jedoch der Zugang zum Rhein und seinen industriell wichtigen Nebenflüssen wie Ruhr, Main und Neckar fehlte. Eine Wasserstraße zwischen dem Albert-Kanal und dem Rhein würde diese Verbindung herstellen und damit einen Teil des Schiffsverkehrs vom niederländischen Hochseehafen Rotterdam zum belgischen Hafen Antwerpen ziehen. Dementsprechend waren die Niederlande an einer Direktverbindung Belgien – Rhein nach wie vor sehr wenig interessiert.
Nach den belgischen Plänen aus den 1950er-Jahren hätte der Rhein-Maas-Kanal nördlich von Lüttich beim Albertkanal beginnen und in östlicher Richtung verlaufen sollen. Niederländisches Territorium hätte er dabei nicht berührt. Auf deutschem Gebiet wäre er nördlich von Aachen vorbei an Broichweiden, Dürwiß und Jülich und Grimlinghausen verlaufen, um bei Neuss in den Rhein zu münden.
Im Februar 1950 gründeten hierzu interessierte Kreise in Aachen den Westland-Kanal-Verein e. V. Ihm gehörten an: die Städte Aachen, Düsseldorf, Mönchengladbach, Neuss und Rheydt, die Landkreise Aachen-Land, Erkelenz, Geilenkirchen-Heinsberg, Grevenbroich und Jülich, die Industrie- und Handelskammern der entsprechenden Bezirke sowie der Verein der Steinkohlenwerke des Aachener Bezirks. Etwa ein Jahr später wurde als Vorläufer der Europäischen Union die Europäische Gemeinschaft für Kohle und Stahl, die sogenannte Montanunion gegründet. Zu den Gründungsmitgliedern gehörten Deutschland, Belgien und die Niederlande.
Nach längerem Projektstillstand nahm sich die Europäische Verkehrsministerkonferenz der Pläne an. 1960 favorisierte das Europäische Komitee für den Ausbau der Maas und die Verbindung zum Rhein eine Trasse von niederländischen Binnenhafen Born am Julianakanal über Geilenkirchen, Erkelenz, Rheydt und Mönchengladbach mit Mündung in den Rhein bei Stürtzelberg 13 Kilometer südlich von Neuss. Ein Stichkanal sollte nach Siersdorf führen, seit 1953 Standort der modernsten und größten Kohlezeche des Aachener Reviers, der Grube Emil Mayrisch. Der Hauptkanal wäre 75 km lang geworden und hätte drei Hebewerke enthalten, im Siersdorfer Stichkanal war ein Hebewerk und eine Schleuse eingeplant. Auch diese Planungen wurden nicht realisiert. 1970 wurde der Generalverkehrsplan des Landes Nordrhein-Westfalen aufgestellt, und der Kanalbau war hierin nicht mehr enthalten.

## Archive
Letztlich wurde keiner der Pläne je verwirklicht. Viele Pläne, dazugehörige Unterlagen und weitere Dokumente zu den Kanalprojekten befinden sich in den Archiven der Stadt Aachen, dem Landesarchiv Nordrhein-Westfalen Abteilung Rheinland in Duisburg, dem Rheinisch-Westfälischen Wirtschaftsarchiv in Köln sowie im Archiv der IHK Aachen.